# 斜体
斜体是在正常字体样式基础上，通过倾斜字体实现的一种字体样式；可指意大利体或伪斜体。例如，“维基百科”的斜体样式为“维基百科”。

## 译名的混乱
西文中有两种形状倾斜的字体：oblique type和 Italic type，倾斜后字形也发生的变化的是“意大利体”（Italic Type），而单纯将原字体向右倾斜而没有形变的称为伪斜体（Oblique type）。中文术语“斜体”是针对“正体”而言的，但作为西文字体的译名，通常指代“意大利体”（Italic Type）。
中文语境下，经常将oblique type和 Italic type两者都译作「斜体」，并未细分而造成混乱。而理论上说“斜体”这一译名应该是这两种字体的合称，而事实上，也并非所有意大利体都是倾斜的。 
中文（汉字）的斜体实际上都是单纯将字面从正方形改为平行四边形的“伪斜体”。传统排版中，汉字一般不使用斜体。电脑的普及给字体变形带来了极大方便，才将西文这一习惯延伸到中文。

## 參閲
- 意大利體
- 僞斜體